# Dîvne, Novotroiițke
Dîvne (în ucraineană Дивне) este localitatea de reședință a comunei Dîvne din raionul Novotroiițke, regiunea Herson, Ucraina.

## Demografie
Componența lingvistică a localității Dîvne
     Ucraineană (91,47%)
     Rusă (5,86%)
     Alte limbi (1,25%)
Conform recensământului din 2001, majoritatea populației localității Dîvne era vorbitoare de ucraineană (91,47%), existând în minoritate și vorbitori de rusă (5,86%).